# Fiori e vita di filosafi ed altri savi ed imperadori
Fiori e vita di filosafi ed altri savi ed imperadori (formulato anche come Fiori e vita di filosafi e d'altri savi e d'imperadori) è una parafrasi in volgare, redatta nel XIII secolo da un anonimo scrittore toscano, dello Speculum Historiale, terza parte dello Speculum Maius di Vincenzo di Beauvais.

## Origine e caratteristiche dell'opera

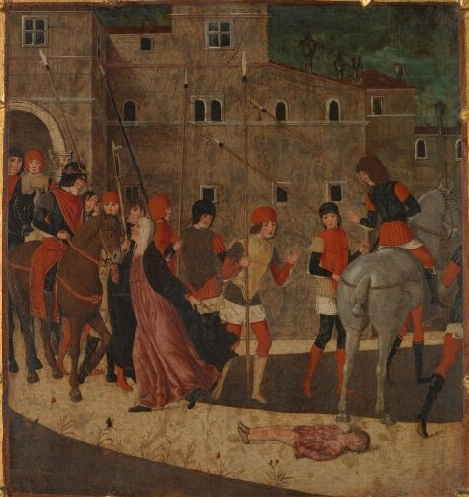
Traiano fermato dalla vedova in una tempera di Anonimo veronese del 1475/1500.

Scritti nell'epoca in cui Brunetto Latini traduceva il De inventione di Cicerone e Guidotto da Bologna dedicava al re Manfredi di Sicilia la sua traduzione della Rhetorica ad Herennium, i Fiori di filosafi sono un'espressione del rinnovamento culturale che si svolge nella Toscana del secolo XIII sotto l'impulso di bisogni pratici e di nuove aspirazioni civili. Secondo Alfonso D'Agostino, la datazione dell'opera va collocata entro limiti molto più ristretti di quanto si facesse un tempo: il termine post quem è il 1270, anno in cui Adamo di Clermont finì di scrivere i Flores Historiarum, o addirittura il 1271, anno in cui l'autore dedicò la sua opera a Gregorio X; il termine ante quem è il 15 gennaio 1275, data in cui venne portata a termine la trascrizione del più antico codice conosciuto dei Fiori di filosafi, cioè il manoscritto Nc.
Mentre il testo latino dello Speculum appare perlopiù schematico e cronachistico, si notano nei Fiori creazioni originali come l'episodio - descritto con vivace umorismo - della disavventura coniugale di Socrate, e in generale come la tendenza dei Fiori consista nel trasferire sul piano dell'esperienza concreta la citazione erudita di Vincenzo, sostituendo spesso al termine astratto un'immagine realistica che crei una nuova dimensione stilistica. L'autore sembra poi ispirato all'ideale del parlare elegante e conciso, che anima anche il Novellino. L'abbandono, anche ingenuo, ai particolari più coloriti della realtà si arricchisce di sfumature sentimentali nel racconto del filosofo Secondo, dato che il traduttore dà un risalto inconsueto alla delicata situazione psicologica in cui il protagonista mette alla prova la pudicizia di sua madre travestendosi da straniero.

## Fortuna dell'opera
Il successo dei Fiori di filosafi fu solo su scala italiana, ma comunque di ampia portata: è testimoniato, oltre che dal vasto numero di manoscritti che ne costituiscono la tradizione, da un certo numero di opere letterarie che nell'arco di circa un secolo vi attingono a piene mani. L'anonimo autore del Novellino vi attinge i racconti di Papirio, di Traiano con la vedova e quello di Seneca; Dante si serve con molta fedeltà del testo dei Fiori per l'episodio di Traiano che s'immagina scolpito sulla roccia del Purgatorio (X, 76-93).

## Ristampe
- Antonio Cappelli (a cura di), Fiore di filosofi e di molti savi, attribuito a Brunetto Latini, Bologna, G. Romagnoli,  1865.
- Sebastiano Lo Nigro (a cura di), Novellino e Conti del Duecento, Torino, UTET, 1963, 19834 [poi TEA, 1989], pp. 241-293.
- Fiori e vita di filosafi e d'altri savi e d'imperadori (PDF), edizione critica a cura di Alfonso D'Agostino, Firenze, La Nuova Italia, 1979. Pubblicazioni della Facoltà di Lettere e Filosofia dell'Università degli Studi di Milano, 87.